# Bisbat de Nocera Inferiore-Sarno

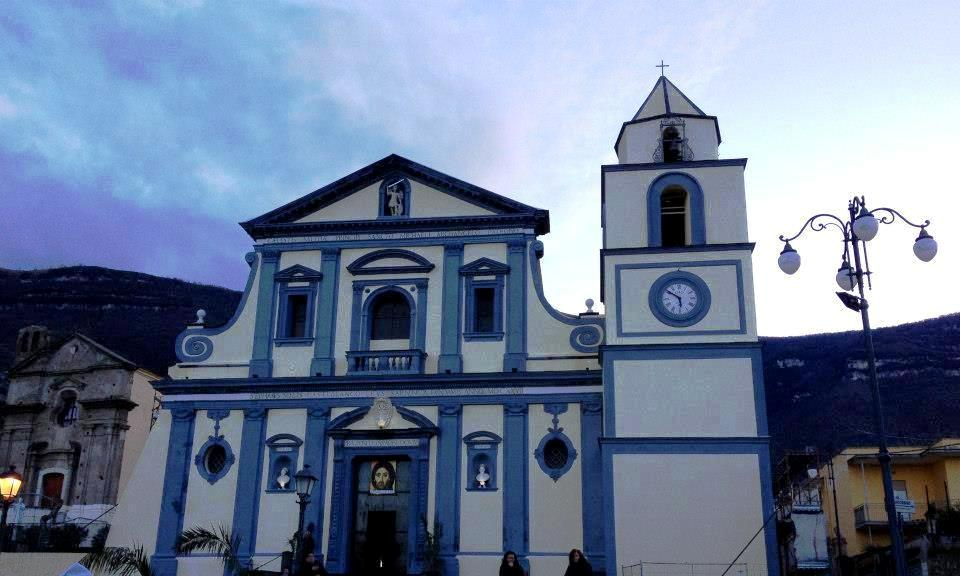
La cocatedral de San Michele a Sarno.

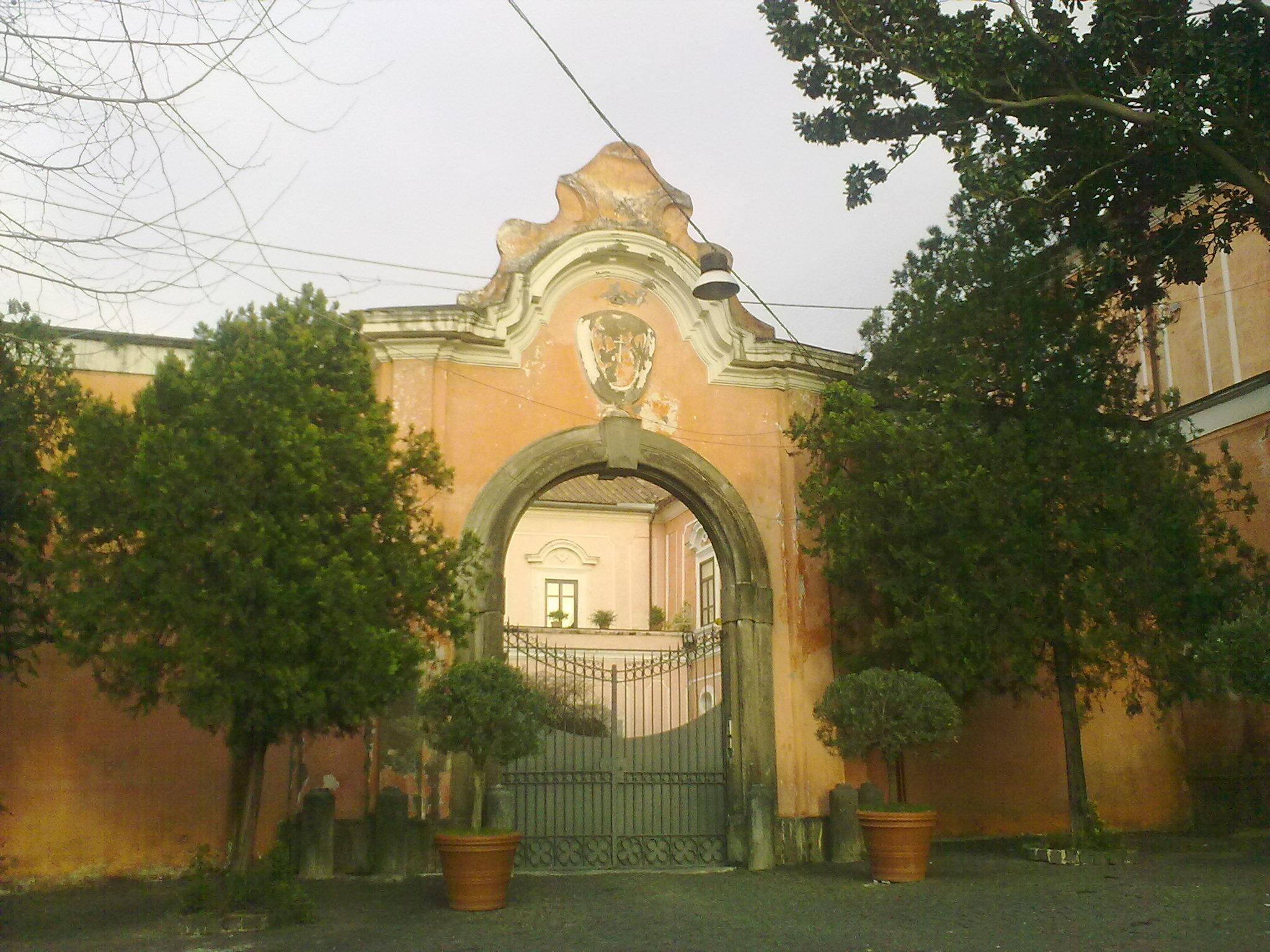
Entrada del palau episcopal de Nocera Inferiore.

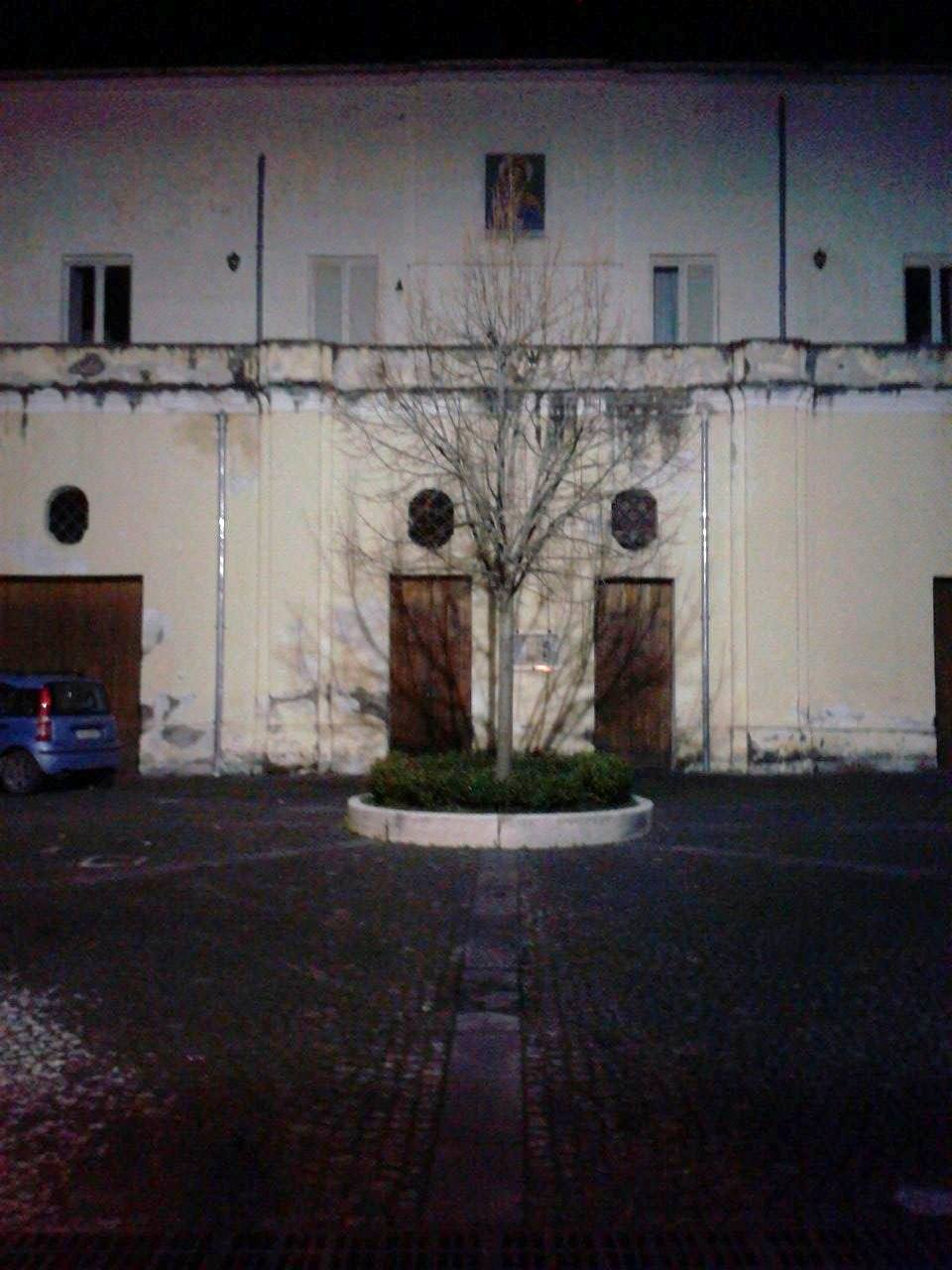
Façana del palau episcopal de Sarno.

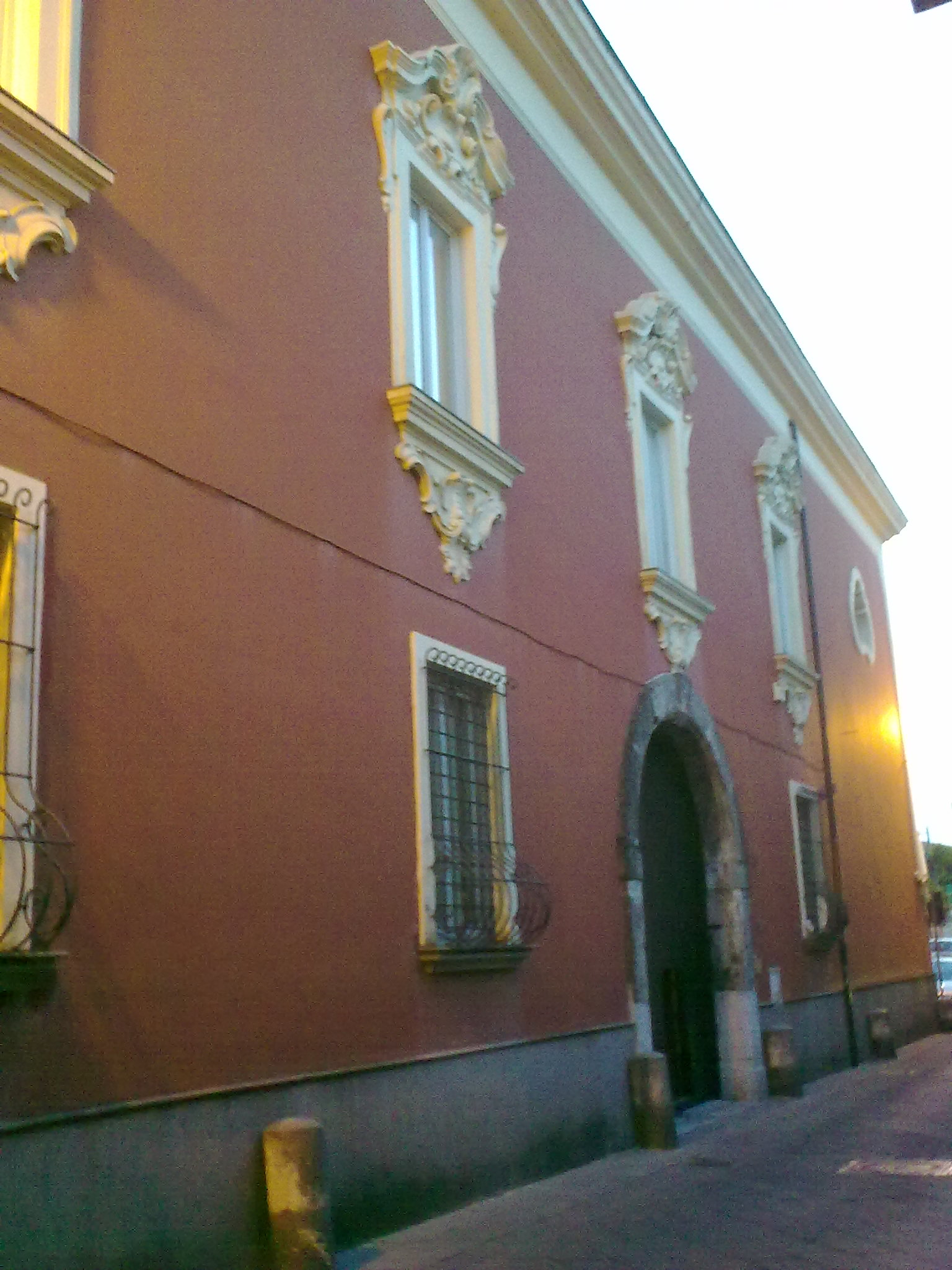
Façana de la cúria diocesana, antic seminari episcopal de Nocera.

El bisbat de Nocera Inferiore-Sarno (italià: diocesi di Nocera Inferiore-Sarno; llatí: Dioecesis Nucerina Paganorum-Sarnensis) és una seu de l'Església catòlica, sufragània de l'arquebisbat de Salern-Campagna-Acerno, que pertany a la regió eclesiàstica Campània. El 2013 tenia 226.700 batejats d'un total 234.018 habitants. Actualment està regida pel bisbe Giuseppe Giudice.

## Territori
La diòcesi de Nocera Inferiore-Sarno comprèn les foranies de Nocera Inferiore, Sarno, Nocera Superiore-Roccapiemonte, Pagani, Angri (de la qual formen part els municipis de Sant'Egidio del Monte Albino, de Corbara i la parròquia de Santa Maria dei Bagnni al municipi de Scafati), i San Valentino Torio (del qual formen part també les parròquies de) a la província de Salerno i la parròquia de San Giovanni Battista a Striano i de Sant'Antonio da Padova a Poggiomarino a la ciutat metropolitana de Nàpols, amb un total de 54 parròquies, repartides en 13 municipis.
La seu episcopal és la ciutat de Nocera Inferiore, on es troba la basílica catedral de San Prisco. A Sarno es troba la cocatedral de San Michele.

### Basíliques i santuaris
Al territori hi ha presents diverses basíliques i santuaris:
- el santuari de Maria Santissima dei Miracoli a Montalbino a Nocera Inferiore;
- el santuari de Santa Maria della Foce a Foce di Sarno;
- el santuari de Maria Santissima delle Tre Corone a Sarno;
- el santuari de Santa Maria di Loreto a Roccapiemonte;
- el santuari de Santa Maria dei Bagni a Scafati;
- el santuari de Maria Santissima del Carmine detta delle Galline a Pagani;
- la basílica santuari de Maria Santissima Materdomini a Nocera Superiore, elevada el 1923;
- el santuari de Jesús Nen de Praga a Pagani;
- l'abadia di Santa Maria Maddalena in Armillis situada al comú de Sant'Egidio del Monte Albino;
- la basílica de Sant'Anna a Nocera Inferiore;
- la basílica de Sant'Antonio a Nocera Inferiore;
- la basílica Pontifícia de Sant'Alfonso a Pagani, elevada el 1908.

## Història

### Nocera
La primera diòcesi de Campània Inferior es remunta, segons alguns, al segle i, quan Prisco (primer bisbe de Nuceria), va arribar a Itàlia amb Simó Pere i els 72 deixebles de Jesús. No obstant això, aquesta afirmació es perd en la llegenda, en els meandres de la història sobre el bisbe nocerí es barreja amb el sant homònim de Càpua.
No obstant això el cristianisme va haver de fer arrels molt d'hora per Nuceria, si Martyrologium Hieronymianum i el martirologi romà recordar els noms dels sants Prisco, Fèlix i Costança, martiritzats entre 60 i el 68.
És més probable que el primer bisbe (avui patró de la ciutat i de la diòcesi), va viure durant el segle iii. És citat per Paulí de Nola, que recorda com es practicava el seu culte, el 405, a la seva ciutat natal, així com a Nuceria. Entre els miracles que se li atribueixen està haver convençut les oques a seguir-com un regal al Papa; d'haver portat una font donada pel Papa de Roma a Nocera només amb l'ajuda de dos "vaccherelle". La font de la llegenda encara existeix i es troba a la plaça davant de la catedral de Nocera Inferiore, que porta el seu nom.
En 499 va ser triat bisbe de Nocera l'antipapa Llorenç. Elegit Papa Símmac, va perdre el càrrec després d'un clima de guerra civil.
Es desconeix on es trobava la primera càtedra nocerina cadira. El bisbe, segons la tradició, es va traslladar al baptisteri paleocristià que, al segle vi, va ser construït dins dels murs de Nuceria Alfaterna.
La història de la diòcesi nocerina va tenir un moment de crisi en 1260, quan, per raons que mai no es van aclarir del tot, els nocerins van assassinar el seu bisbe (el nom del qual és incert, probablement Matteo). El papa Alexandre IV va privar la ciutat de l'honor episcopal i es van dividir el territori entre les arxidiòcesis de Salern i Amalfi. No obstant això aquesta notícia, reportada pel bisbe Simone Lunadoro, autor de la primera història de l'Església Nocerina, no està confirmada pels historiadors posteriors: Orlando i Eubel, de fet, a les seves cronologies, enumeren els noms d'alguns bisbes (Placido, Filippo, Iametro) per al període la suposada supressió.
A partir de juny de 1384  el Papa Urbà VI va instal·lar al castell del Parc de Nocera Inferiore la seva residència papal, per refugiar-se del setge de les tropes de Carles III de Nàpols. En aquesta ocasió, el 10 d'octubre 1384, el Papa va restaurar la seu de la diòcesi de Nocera i nomenat com el nou bisbe, el germà Francesco, de l'orde de Frares Menors del convent de Sant'Antonio, on en una de les seves estances s'havia celebrat la conspiració Cardenals contra el pontífex.
La càtedra es va moure potser del baptisteri de l'actual Nocera Superiore a la nova catedral de Sant Prisco (construït a l'antic monestir benedictí de Sant Prisco) al barri que prendrà el nom de Vescovado a l'actual Nocera Inferiore. No obstant això, segons Teodorico de Niem, present a Nocera durant la residència del Papa Urbà VI, «prop del Borgo, es pot veure als camps l'església de Sant Prisco, que una vegada va ser una catedral». Així que l'església de Sant Prisco de l'antic monestir era ja la catedral abans de 1386, quan es va reconstituir com a tal.
En aquest període, la diòcesi va prendre el nom de Nuceria Paganorum, que és com s'anomenava llavors la ciutat.
Entre els il·lustres bisbes de la seu nucerina es distingeix el comensos Giovio, que va governar la diòcesi durant el Renaixement. El primer va ser Paolo Giovio el vell, succeït pel seu germà Giulio Giovio i el seu nebot Paolo Giovio el jove. Va ser sobretot el tercer bisbe de la dinastia Comense qui va fer les obres més importants que donen prestigi a la seva diòcesi: Paolo Giovio el jove va donar a llum a la primera realització del seminari i del palau del bisbe, primer situat a l'antiga abadia benedictina que estava a la zona de la catedral.
Encara vacant des de 1806, es va mantenir diòcesi autònoma fins al 27 de juny de 1818, quan va ser abolida sota la butlla De utiliori del Papa Pius VII i el seu territori va ser incorporat al de la diòcesi de Cava. La diòcesi va ser restaurada el 7 de desembre de 1833, sota la butlla In vinea Domini del Papa Gregori XVI, de nou sufragània de l'arxidiòcesi de Salern.

### Sarno
Els historiadors creuen que la diòcesi de Sarno hauria estat erigida el 1066 per l'arquebisbe Alfano I de Salern, amb la butlla validada pel Papa Alexandre II. Riso, de Salern, es convertiria en el primer bisbe i hauria establert la seva residència a la zona, llavors coneguda com a "Casamabile", i que després va prendre el nou nom de Episcopio, és a dir, "la casa del bisbe", que es va mantenir sense canvis fins a l'actualitat.
La butlla d'Alfano I, però, es refereix a una reorganització de la diòcesi, per la qual cosa l'església de Sarno és certament més antic: un Adeodatus sanctae Sarniensis Ecclesiae està present en un codi parisí a la llista dels bisbes del sínode de Roma de 679, en preparació per al Concili de Constantinoble del 680. En 1025 se li va concedir una terra a l'advocat del bisbe de Sarno ante betigia domni Iohanni gratia Dei sancte sedis episcopatus sarnense. Una acta del Codex Diplomaticus Cavensis de l'any 1055 relatiu a la demarcació de la frontera entre el monestir de Santa Sofia de Salern i de les propietats d'un tal Alterio de Sant Valentino Torio, cita les possessions d'això fins ab oriente fine episcopio sarnense.
El territori original incloïa gran part de la vall de l'Agro Nocerino Sarnese, amb les àrees al voltant del Vesuvi, fins al mar.
Després de 1513, la diòcesi està confiada als administradors apostòlics fins a 1534, excepte per curts períodes d'episcopat de Ludovico Platamone i de Guglielmo Beltràn. Durant aquest període el territori de Sarno va perdre territoris de Palma Campania, Scafati, Ottaviano i els que l'envolten el Vesuvi, que van passar a la diòcesi de Nola.
En 1627 va ser consagrada la catedral de Sant Miquel.
El 27 de juny de 1818, sota la butlla De utiliori del Papa Pius VII, es va unir aeque principaliter a la diòcesi de Cava.

### Nocera Inferiore-Sarno
El 25 de setembre de 1972 es va dissoldre la unió entre Cava i Sarno. La diòcesi de Sarno es va unir in persona episcopi a la diòcesi de Nocera de' Pagani. El 30 de setembre de 1986, de conformitat amb el decret Instantibus votis de la Congregació per als Bisbes, la unió esdevingué plena i la diòcesi resultant ha assumit el seu actual nom.
En 2008 es va inaugurar el museu diocesà de Nocera Inferiore, a les instal·lacions de la Cúria; fortament volgut pel bisbe Gioacchino Illiano i per don Natale Gentile, recollint el testimoni històric i artístic de la diòcesi des de la fundació fins avui en dia.

## Cronologia episcopal

### Bisbes de Nocera
- Prisco † (segle iii)
- Felice † (citat el 402)
- Celio Lorenzo † (499 - 501)
- Aprile † (citat el 502)[7]
- Leone † (citat el 510)
- Aurelio Priscano † (530)
- Numerio † (593 - ?)
- Primerio † (citat el 598)
- Amanzio † (citat el 743)
- Liutardo † (citat all'826)
- Ramperto o Raniperto † (citat el 861)
- Lando † (1061 - 1073 deposat)
- Felice † (en temps del Papa Innocenci III)
- Valerio Orsini † (citat el 1228)
- Matteo ? † (? - 1260 mort)
  - Seu suprimida (1260-1386 ?)
- Francesco, O.F.M. † (1386 - 1402 mort)[8]
- Angelo da Castellaneta, O.S.B. † (10 de febrer de 1402 - 1429 mort)

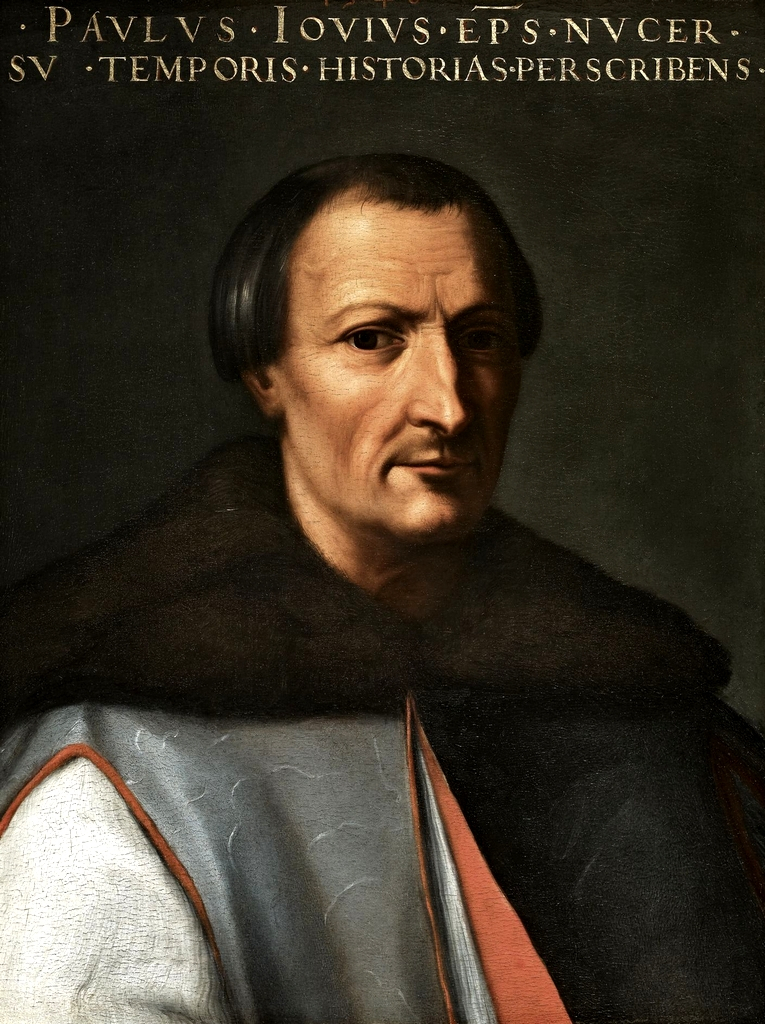
Retrat de Paolo Giovio

- Gabriele de' Garofalis, O.E.S.A. † (8 de juny de 1429 - 1433 mort)
- Giuliano de Angrisani † (1433 - 1436 mort)
- Giacomo Benedetti o d'Atri † (18 de juliol de 1436 - 6 de setembre de 1443 nomenat bisbe d'Orvieto)
- Bartolomeo de Micheli † (6 de setembre de 1443 - d'agost de 1455 mort)
- Pietro da Nocera, O.P. † (12 de setembre de 1455 - 1478)
- Giovanni de' Cerretanis † (13 d'octubre de 1478 - 1479 renuncià)
- Pietro Strambone, O.P. † (16 de juny de 1479 - 1503 mort)
- Bernardino Orsini † (7 de maig de 1503 - 1511 mort)
- Domenico Giacobazzi † (8 de novembre de 1511 - 14 d'agost de 1517 renuncià)
- Andrea Giacobazzi † (14 d'agost de 1517 - 1524 mort)
- Domenico Giacobazzi † (1524 - 1527 o 1528 mort) (per segon cop)
- Paolo Giovio el Vell † (13 de gener de 1528 - 11 de desembre de 1552 mort)
- Giulio Giovio † (11 de desembre de 1552 - 1560 renuncià)
- Paolo Giovio el Jove † (1560 - 1585 mort)
- Sulpizio Costantino † (21 d'octubre de 1585 - 1601 mort)
- Simone Lunadoro † (17 de juny de 1602 - 1610 mort)
- Stefano de Vicari, O.P. † (24 de novembre de 1610 - 1620 mort)
- Francesco Trivulzio † (29 de març de 1621 - 22 d'agost de 1631 mort)
- Ippolito Francone † (19 de gener de 1632 - 1653 mort)
- Bonaventura D'Avalos, O.E.S.A. † (13 d'abril de 1654 - 1659 renuncià)
- Felice Gabrielli, O.F.M.Conv. † (22 de setembre de 1659 - 15 de desembre de 1684 mort)
- Emiddio Lenti † (9 d'abril de 1685 - 10 de gener de 1691 mort)
- Sebastiano Perissi † (9 de gener de 1692 - 28 de maig de 1700 nomenat bisbe de Grosseto)
- Giovanbattista Carafa † (21 de juny de 1700 - 22 de febrer de 1715 mort)
  - Sede vacante (1715-1718)
- Niccolò de Dominicis † (11 de febrer de 1718 - 22 d'agost de 1744 mort)
- Gherardo Antonio Volpe † (18 de desembre de 1744 - 28 de gener de 1768 mort)
- Benedetto dei Monti Sanfelice, O.S.B.Oliv. † (16 de maig de 1768 - 23 de març de 1806 mort)
  - Sede vacante (1806-1818)
  - Seu suprimida (1818-1834)
- Angelo Giuseppe D'Auria † (23 de juny de 1834 - 20 de febrer de 1860 mort)
- Michele Adinolfi † (23 de març de 1860 - vers 1863 mort)
  - Sede vacante (1863-1871)
- Raffaele Ammirante † (27 d'octubre de 1871 - 23 d'octubre de 1881 mort)
- Francesco Vitagliano † (30 de març de 1882 - 25 de juliol de 1885 renuncià)
- Luigi del Forno † (27 de juliol de 1885 - 4 de gener de 1913 mort)
- Giuseppe Romeo † (12 de juliol de 1913 - 26 d'octubre de 1935 mort)
- Teodorico de Angelis † (23 de novembre de 1936 - 7 d'agost de 1951 renuncià)
- Fortunato Zoppas † (26 d'abril de 1952 - 25 de novembre de 1964 renuncià)
  - Sede vacante (1964-1971)
- Jolando Nuzzi † (4 de gener de 1971 - 30 de setembre de 1986 nomenat bisbe de Nocera Inferiore-Sarno)

### Bisbes de Sarno
- Adeodato † (679)
- Giovanni I † (? - 1025)
- Riso † (1066 - ?)
- Giovanni II † (1111 - 1118)
- Giovanni III † (1119 - 1134)
- Pietro † (1134 - 1156)
- Giovanni IV † (1156 - 1180)
- Unfrido † (1180 - 1202)
- Tibaldo † (1201 - 1208)
- Ruggiero I † (1209 - 1216)
- Giovanni V † (1216 - 1224)
- Giovanni VI † (1224 - 1254)
- Angelo Cacciavolpe † (24 de novembre de 1254 - 1265)
- Giovanni VII † (1265 – finals de 1282)
- Guglielmo † (1296 - 1309)
- Ruggiero †
- Ruggiero de Canalibus † (23 de març de 1311 - 1316)
- Giordano de Miramonte, O.P. † (1316 - 1324)
- Napoleone I † (1324 - 1330)
- Nicola ? † (1333 - 1333 mort)
- Francesco, O.F.M.Obs. ? † (15 de març de 1333 - 1340)
- Napoleone II † (1340 - 1350 mort)
- Teobaldo † (16 d'abril de 1350 - 1370)
- Giovanni VIII † (24 de novembre de 1372 - 1418 mort)
- Marco da Teramo † (29 de desembre de 1418 - 1439 mort)
- Andrea da Nola, O.F.M. † (23 de novembre de 1439 - ? mort)
- Leonardo † (29 de gener de 1470 - ? mort)
- Antonio de' Pazzi † (18 d'agost de 1475 - 26 de febrer de 1477 nomenat bisbe de Mileto)
- Giovanni IX † (1 de juny de 1477 - 16 de febrer de 1481 nomenat bisbe de Crotone)
- Andrea De Ruggiero † (16 de febrer de 1481 - ? mort)
- Agostino Tuttavilla † (6 de juliol de 1496 - 1501 deposat)
- Giorgio Maccafano de' Pireto † (16 d'agost de 1501 - 1513 mort)
  - Francisco de Remolins † (22 de juny de 1513 - 11 de febrer de 1517 renuncià) (administrador apostòlic)
- Ludovico Platamone † (11 de febrer de 1517 - 18 de febrer de 1518 nomenat bisbe de Siracusa)
  - Silvio Passerini † (18 de febrer de 1518 - 20 de juny de 1519 renuncià) (administrador apostòlic)
- Guglielmo Beltran † (20 de juny de 1519 - 1524)
  - Silvio Passerini † (1524 - 20 d'abril de 1529 mort) (administrador apostòlic, per segon cop)
  - Andrea Matteo Palmieri † (24 de maig de 1529 - 24 d'agost de 1530 renuncià) (administrador apostòlic)
  - Pompeo Colonna † (24 d'agost de 1530 - 28 de juny de 1532 mort) (administrador apostòlic)
- Ludovico Gomez † (24 d'abril de 1534 - 1543 mort)
- Francesco Sfondrati † (12 d'octubre de 1543 - 27 d'octubre de 1544 nomenat arquebisbe d'Amalfi)
- Mario Ruffino † (27 d'octubre de 1544 - 7 de febrer de 1547 nomenat bisbe de Melfi e Rapolla)
- Donato Martuccio † (16 de març de 1547 - 1548 renuncià)
- Guglielmo Tuttavilla † (27 d'abril de 1548 - 1569 mort)
- Vincenzo Ercolano, O.P. † (14 de desembre de 1569 - 9 de febrer de 1573 nomenat bisbe d'Imola)
- Vincenzo De Siena, O.P. † (19 de febrer de 1573 - 10 de gener de 1578 mort)
- Paolo Fusco † (17 de febrer de 1578 - 27 d'abril de 1583 mort)
- Girolamo Matteucci † (8 d'agost de 1583 - 5 de desembre de 1594 nomenat bisbe de Viterbo)
- Antonio d'Aquino † (24 de novembre de 1595 - 23 de juliol de 1618 nomenat arquebisbe de Tàrent)
- Stefano Sole De Castelblanco, C.R. † (22 d'octubre de 1618 - 21 d'octubre de 1657 mort)
- Antonio De Matteis Corano † (27 de gener de 1659 - 8 d'octubre de 1665 mort)
- Sisto Maria Pironti, O.P. † (5 de maig de 1666 - 12 d'agost de 1673 mort)
- Nicola Antonio De Tura † (18 de desembre de 1673 - de maig de o 16 de juliol de 1706 mort)
- Marcantonio Attaffi † (6 de desembre de 1706 - 11 de febrer de 1718 nomenat bisbe de Squillace)
- Diego De Pace † (11 de maig de 1718 - 28 de novembre de 1737 mort)
- Francesco De Novellis † (27 de gener de 1738 - 11 de maig de 1760 mort)
- Giovanni Saverio Pirelli † (21 de juliol de 1760 - 23 de març de 1792 renuncià)
- Lorenzo Potenza † (26 de març de 1792 - 1 de setembre de 1811 mort)
  - Sede vacante (1811-1818)
  - Seu unida a Cava aeque principaliter (1818-1972)
- Jolando Nuzzi † (25 de setembre de 1972 - 30 de setembre de 1986 nomenat bisbe de Nocera Inferiore-Sarno)

### Bisbes de Cava e Sarno
- Silvestro Granito † (6 d'abril de 1818 - 18 de desembre de 1832 mort)
- Tommaso Bellacosa † (23 de juny de 1834 - 15 de setembre de 1843 renuncià)
- Salvatore Fertitta † (25 de gener de 1844 - 31 d'octubre de 1873 mort)
- Giuseppe Carrano † (15 de juny de 1874 - 3 de desembre de 1890 mort)
- Giuseppe Izzo † (3 de desembre de 1890 - 15 de gener de 1914 mort)
- Luigi Lavitrano † (25 de maig de 1914 - 16 de juliol de 1924 nomenat arquebisbe de Benevent)
  - Sede vacante (1924-1928)
- Pasquale Dell'Isola † (20 de setembre de 1928 - 14 de gener de 1938 mort)
- Francesco Marchesani † (30 de gener de 1939 - 22 d'abril de 1948 nomenat bisbe de Chiavari)
- Gennaro Fenizia † (21 de juliol de 1948 - 15 de novembre de 1952 mort)
- Alfredo Vozzi † (25 de setembre de 1953 - 25 de setembre de 1972 nomenat bisbe de Cava de' Tirreni)

### Bisbes de Nocera Inferiore-Sarno
- Jolando Nuzzi † (30 de setembre de 1986 - 27 de desembre de 1986 mort)
- Gioacchino Illiano (8 d'agost de 1987 - 24 de març de 2011 jubilat)
- Giuseppe Giudice, des del 24 de març de 2011

## Estadístiques
A finals del 2013, la diòcesi tenia 226.700 batejats sobre una població de 234.018 persones, equivalent 96,9% del total.
| any  | població | població | població | sacerdots | sacerdots       | sacerdots       | sacerdots             | diaques | religiosos | religiosos | parroquies |
| ---- | -------- | -------- | -------- | --------- | --------------- | --------------- | --------------------- | ------- | ---------- | ---------- | ---------- |
| any  | batejats | total    | %        | total     | clergat secular | clergat regular | batejats por sacerdot | diaques | homes      | dones      |            |
| 1949 | 90.000   | 90.000   | 100,0    | 130       | 85              | 45              | 692                   |         | 88         | 380        | 24         |
| 1970 | 132.099  | 132.272  | 99,9     | 108       | 65              | 43              | 1.223                 |         | 60         | 339        | 29         |
| 1980 | 159.000  | 163.000  | 97,5     | 97        | 59              | 38              | 1.639                 |         | 46         | 281        | 34         |
| 1990 | 210.550  | 218.550  | 96,3     | 113       | 67              | 46              | 1.863                 | 1       | 67         | 256        | 54         |
| 1999 | 222.250  | 233.297  | 95,3     | 127       | 78              | 49              | 1.750                 | 6       | 66         | 218        | 54         |
| 2000 | 226.000  | 236.574  | 95,5     | 135       | 77              | 58              | 1.674                 | 6       | 77         | 213        | 54         |
| 2001 | 226.000  | 236.574  | 95,5     | 124       | 69              | 55              | 1.822                 | 7       | 80         | 219        | 54         |
| 2002 | 223.000  | 233.297  | 95,6     | 118       | 71              | 47              | 1.889                 | 6       | 74         | 218        | 54         |
| 2003 | 226.000  | 236.574  | 95,5     | 119       | 69              | 50              | 1.899                 | 6       | 58         | 211        | 54         |
| 2004 | 227.000  | 236.574  | 96,0     | 127       | 68              | 59              | 1.787                 | 7       | 67         | 211        | 54         |
| 2013 | 226.700  | 234.018  | 96,9     | 113       | 65              | 48              | 2.006                 | 8       | 67         | 200        | 54         |

### Per la seu de Nocera
- Francesco Lanzoni, Le diocesi d'Italia dalle origini al principio del secolo VII (an. 604), vol. I, Faenza 1927, pp. 242-245 (italià)
- Giuseppe Cappelletti, Le Chiese d'Italia della loro origine sino ai nostri giorni, vol. XXI, Venècia 1870, pp. 511-514 (italià)
- Pius Bonifacius Gams, Series episcoporum Ecclesiae Catholicae, Leipzig 1931, p. 907 (llatí)
- Konrad Eubel, Hierarchia Catholica Medii Aevi, vol. 1 Arxivat 2019-07-09 a Wayback Machine., p. 314; vol. 2 Arxivat 2018-10-04 a Wayback Machine., p. 181; vol. 3 Arxivat 2019-03-21 a Wayback Machine., pp. 229-230; vol. 4 Arxivat 2018-10-04 a Wayback Machine., p. 263; vol. 5, p. 294; vol. 6, p. 315 (llatí)

### Per la seu de Sarno
- Giuseppe Cappelletti, Le Chiese d'Italia della loro origine sino ai nostri giorni, vol. XXI, Venècia 1870, pp. 375-380 (italià)
- Pius Bonifacius Gams, Series episcoporum Ecclesiae Catholicae, Leipzig 1931, p. 920 (llatí)
- Konrad Eubel, Hierarchia Catholica Medii Aevi, vol. 1 Arxivat 2019-07-09 a Wayback Machine., p. 436; vol. 2 Arxivat 2018-10-04 a Wayback Machine., p. 230; vol. 3 Arxivat 2019-03-21 a Wayback Machine., p. 293; vol. 4 Arxivat 2018-10-04 a Wayback Machine., p. 306; vol. 5, p. 345; vol. 6, p. 368 (llatí)